# Kauda (Estonia)
Kauda – wieś w Estonii, w prowincji Tartu, w gminie Vara.